# Alexander Comrie

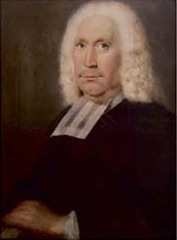
Alexander Comrie

Alexander Comrie (Perth (Schotland), 16 december 1706 – Gouda, 10 december 1774) was een Nederlandse gereformeerde predikant van Schotse komaf en een van de laatste vertegenwoordigers van de Nadere Reformatie. Tientallen jaren heeft hij het predikantschap in Woubrugge uitgeoefend. Om de theologie van Comrie goed te begrijpen moet hij geplaatst worden in de context van de achttiende eeuw waarin hij leefde. Hij verzette zich tegen de vermenging van de gereformeerde leer met het remonstrantisme en tegen de opkomende geest van de verlichting.  

## Biografie

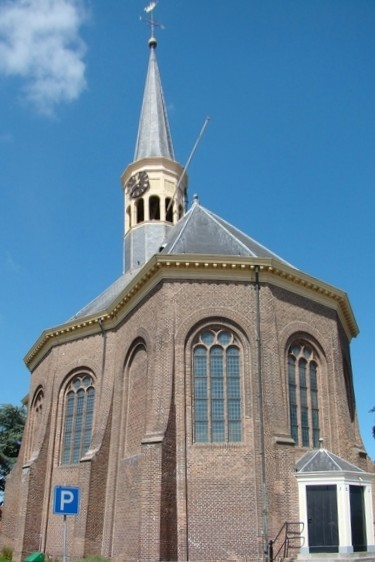
De kerk in Woubrugge waaraan Comrie als predikant verbonden is geweest

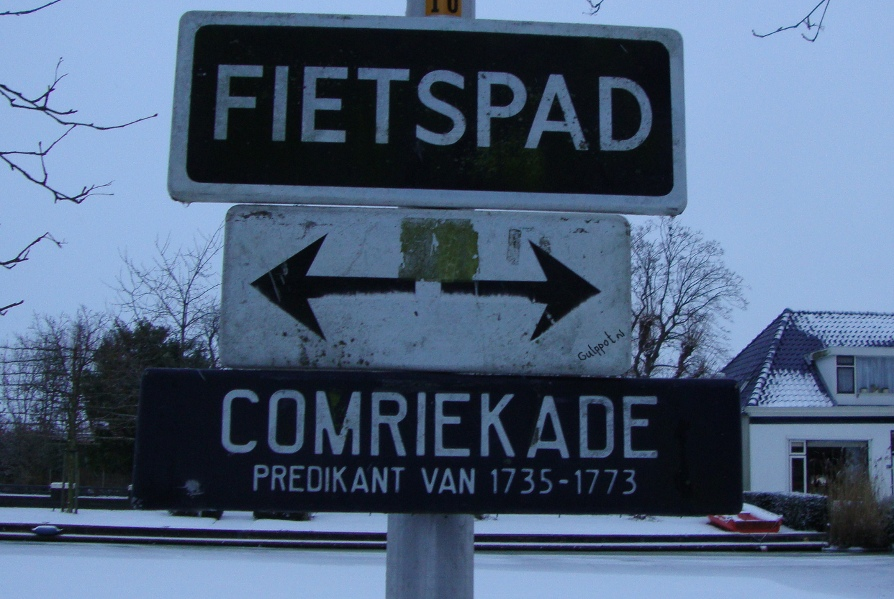
Kade vernoemd naar Alexander Comrie

Alexander Comrie was in moederlijke lijn een afstammeling van de predikant Andrew Gray. Tijdens zijn jeugd raakte hij bekend met de preken van predikanten als Thomas Boston, Ebenezer Erskine en diens broeder Ralph Erskine. Omstreeks 1726 kwam Comrie naar Holland, waar hij emplooi vond als handelsmedewerker in de stad Rotterdam. Daar werd zijn belangstelling voor theologische zaken opgemerkt en werd er geregeld dat enige vermogende personen hem in staat stelden in Groningen en Leiden theologie te studeren. In 1734 deed hij zijn wetenschappelijke promotie.
Op 1 mei 1735 werd hij als predikant bevestigd in Woubrugge. In de periode voor zijn intrede had in deze plaats een opwekking plaatsgevonden met als gevolg dat gelovigen bijeenkwamen in kleine groepjes (zogeheten conventikels) waar zij godsdienstige geschriften bestudeerden.
Comrie nam geen duidelijke standpunten in als het ging om kerk bestuurlijke zaken en ook ging hij niet vaak op huisbezoek, maar maakte des te meer werk van zijn preken. In Woubrugge genoot hij grote populariteit. Beroepen die kerken elders op hem deden om bij hen predikant te worden (in totaal zeven), sloeg hij af. Vanwege het gegeven dat hij omstreeks 1770 ziek was geworden, wenste hij met emeritaat te gaan. Op 4 april 1773, na een predikantschap van 38 jaar, hield hij zijn slotpreek. Daarna vestigde hij zich in Gouda, waar hij eind 1774 is overleden, zes dagen voor zijn 66ste verjaardag. Hij werd op 13 december 1774 begraven in de Grote of Sint-Janskerk in Gouda.

## Theologie
Comrie stelde het geloof voor als een vrucht van de inlijving in Christus en als geschenk van de Heilige Geest. Door de inwendige roeping van de Heilige Geest die onweerstaanbaar is, worden wij in Christus ingelijfd en door de inwerking van het geloof in onze harten nemen wij Christus en al Zijn weldaden aan als grond van onze zaligheid. Comrie heeft hiermee de pas willen afsnijden aan de semi-remonstrantse richting. Volgens Comrie is God altijd de eerste. Zo wilde Comrie het sola gratia van de reformatie verdedigen door te benadrukken dat het geloof van de mens God niet bewegen kan tot rechtvaardiging. God is in Zichzelf bewogen, rechtvaardigt uit vrije genade en schenkt de vrucht daarvan in het hart, namelijk het geloof. Dit is het geloof dat hongert naar Christus en Hem met al Zijn weldaden aanneemt. 
Een belangrijke theologische autoriteit voor Comrie was de Engelse puritein John Owen (1616-1683). Comrie maakt in zijn rechtvaardigingsleer gebruik van de opvattingen van Owen. In navolging van Owen leerde Comrie, dat God voordat Hij de gave van het geloof aan de zondaar schenkt, Hij eerst ziet op de verdienste van Christus. Sterker: God kan alleen maar het geloof schenken op grond van de verdienste van Christus. De geschriften van de Nadere Reformatoren Lodenstein, Fruytier, Witsius en Saldenus noemde hij in verhouding met zijn eigen werk zonlicht in vergelijking met kaarslicht. Comrie had geen hoge dunk van zijn eigen werk, maar wel van andere nadere reformatoren. 
Samen met Nicolaus Holtius, de predikant van het naburige Koudekerk aan den Rijn, schreef hij Examen van het ontwerp van tolerantie dat in 1760 door de Staten van Holland verboden werd en nooit werd voltooid. In de vorm van samenspraken doet Comrie een vurig pleidooi voor het vasthouden van de gereformeerde leer of oude orthodoxe waarheid van de Drie Formulieren van Enigheid. Wie Comrie leest, merkt dat hij veel uit deze gereformeerde belijdenisgeschriften citeert. Kennis hiervan is daarom onmisbaar voor een goed verstaan van de theologie van Comrie. 
Invloed
De theologie van Comrie kreeg met name invloed in de kerken die zijn voortgekomen uit de Afscheiding van 1834 en de Doleantie van 1886: Gereformeerde Kerken in Nederland, Christelijke Gereformeerde Kerken en de Gereformeerde Gemeenten. In De Heraut schrijft Kuyper dat de theologie van de Gereformeerde Kerken "Comriaans" is. Kersten beriep zich in De Saambinder eveneens op Comrie wat betreft diens verbondsleer. In De Wekker verwees Van der Schuit met instemming naar Comries boek Eigenschappen des geloofs.
Binnen de Nederlandse Hervormde Kerk lieten de predikanten L. Vroegindeweij en J.T. Doornenbal zich inspireren door de theologische nalatenschap van Comrie.

## Werken
Comrie heeft 29 werken van verschillende omvang geschreven. Het bekendste is zijn ABC des geloofs.
Hieronder staan enkele van zijn werken chronologisch gerangschikt weergegeven:
- Het A.B.C. des geloofs, of Toelichting op de benamingen van het zaligmakend geloof: volgens de letters van het alfabet, 1739.

Van dit boek bestaat ook een vertaling in het Engels: Alexander Comrie, The ABC of Faith, Leicester 1978.
- Verhandeling van eenige eigenschappen des zaligmakenden geloofs: zijnde een verklaring en toepassing van verscheidene uitgek[n]ipte teksten des Ouden en Nieuwen Testaments, in welke de zorgeloozen en tijd-geloovigen worden ontdekt, gewaarschuwd en uitgelokt om het leven buiten zich in een aangeboden Jezus te zoeken ..., 1744
- Verzameling van leerredenen, waar in vertoont wordt uit verscheide texten. De afgezakte kranke en kwynende staat der geloovigen, voornamentlyk in dezen tydt, tot overtuiginge em beschaminge over hunne ongestalte. Vervolgens de geloovige, daar over met smerte aangedaan, en begerig na herstellinge, in welke hunne innige begeertens voorgestelt, en de zwarigheden, die zy ontmoeten en hun dikwerf onvrymoedig maken, geoppert en opgelost worden. Eindelyk hunne herstellinge, en de werkzaamheit hunner ziele als herstelde, en in hun voorig element gebragte. Verklaart en toegepast door Alexander Comrie, Scoto-Brittannus. A.L.M. & Philosophiae Doctor en predikant te Woubrugge. Eerste stuk. Te Leiden, by Johannes Hasebroek, en te Amsterdam, by Nicolaas Byl, 1749.
- Stellige en praktikale verklaring van den Heidelbergschen Catechismus, volgens de leer en gronden der Reformatie: waarin de waarheden van onzen godsdienst op eene klare en bevindelijke wijze voorgesteld en betoogd worden; de natuurlijken mens ontdekt; de zoekenden bestuurd; de zwakken vertroost en de sterken tot hunnen pligt volgens eene evangelische leiding, opgewekt worden, 1753
- Examen van het Ontwerp van Tolerantie, om de leere in de Dordrechtse Synode Anno 1619, vastgesteld met de veroordeelde leere der Remonstranten te verenigen, samen met Nicolaus Holtius, 1753-1759
- Missive wegens de rechtvaardigmakinge des zondaars en de toeëigeninge van deze weldaad van Gods vrije genade aan hem door het ingewrocht gelove, 1757
- Brief over de regtvaardigmaking des zondaars, door de onmiddellijke toerekening der borg-geregtigheid van Christus, 1761

### Vertalingen
Comrie heeft ook verschillende vertalingen uit het Engels in het Nederlands het licht doen zien.

In 1739 werd door Comrie in het Nederlands uitgegeven het werk The Gospel Mystery of Sanctification van de Engelse puritein Walter Marshall (1628-1680). Het verscheen in Leiden onder de titel De verborgentheit van de euangelische heiligmaking. Comrie schreef in 1750 dat dit waarschijnlijk het beste werk was dat tot nog toe was uitgegeven over de heiligmaking.

### Hertalingen
Van Comrie verschenen ook verschillende hertalingen. Zo werden alle preken van Comrie hertaald uit ABC des geloofs (1739), Eigenschappen des geloofs (1744) en Verzameling van Leerredenen (1749-1750). De preken zijn hertaald door de Neerlandicus C. Bregman.
Eigenschappen des geloofs kreeg als titel: Verhandeling van enige eigenschappen van het zaligmakende geloof (2012). Het ABC kreeg als titel: Het ABC van het geloof (2015).
De twee delen van Verzameling van Leerredenen kwamen uit met de titels: Troost voor een missend hart (2017) en Herstel voor een biddend hart (2018).

## Trivia
In 1946 is in Woubrugge een straat naar hem vernoemd, de Comriekade langs de Woudwetering waaraan ook de kerk staat, waarin Comrie preekte.